# Матюкино (Івановська область)
Матюкино (рос. Матюкино) — присілок в Палехському районі Івановської області Російської Федерації.
Населення становить 6 осіб. Входить до складу муніципального утворення Раменське сільське поселення.

## Історія
Від 2005 року входить до складу муніципального утворення Раменське сільське поселення.

## Населення
| 1859 | 1905 | 2010 |
| ---- | ---- | ---- |
| 73   | ↗82  | ↘6   |